# المليورية

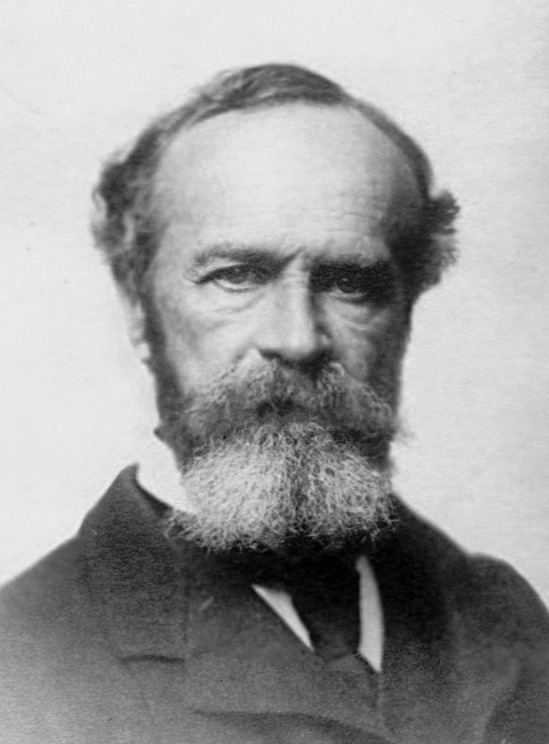
وليام جيمس

المليورية (بالإنجليزية: Meliorism)هي التفكير الغيبي الذي يؤمن بإن تقدم هو مفهوم حقيقي يؤدي إلى تحسين العالم. تنص هذه الفكرة على أن البشر من خلال تدخلهم في العمليات الطبيعية ، قادرين على تحسين الطبيعة المذكورة سابقا.
الملورية ، كمفهوم للفرد وللمجتمع ،هي أساس الديمقراطية الليبرالية المعاصرة وحقوق الأنسان وهي مكون أساسي من الفلسفة الليبرالية.
مفهوم اخر للمليورية التقليدية تأتي من التقاليد البراغماتية الأمريكية. يمكننا القراءة عن المليورية في أعمال ليستر فرانك وارد وويليام جيمس وجون ديوي. في أعمال جيمس لا تشير المليورية للتقدم أو التفاؤل .بالنسبة لجيمس المليورية تقف بالمنتصف مابين التفاؤل والتشائم، يعامل جيمس المليورية على أنها احتمال ولكن ليست يقين.
أستخدم ارثر كابلان المليورية لوصف الوضع في أخلاقيات علم الأحياء[بحاجة لمصدر] التي تؤدي إلى تحسين الظروف التي تسبب المعاناة ، حتى لو الظروف والمشكلات موجودة من وقت طويل (مثل : أن يكون هنالك علاجات للأمراض الشائعة ، وأن تكون صالحة لمكافحة الشيوخة الجادة أثناء تطويرها)
هناك مفهوم وثيق ناقشه كل من جان جاك روسو وماركيز دي كوندورسيه وهو مفهوم الكمال للرجل.
فقال ماركيز دي كوندورسيه ، «هذا هو موضوع العمل الذي قمت به ؛ وستكون نتيجته إظهار ، من المنطق ومن الحقائق ، أنه لم يتم تحديد أي حدود لتحسين القدرات البشرية ؛ أن كمال الإنسان هو غير محدد تمامًا ؛ أن تقدم هذه الكمال ، الذي أصبح من الآن فصاعدًا فوق سيطرة كل قوة من شأنها أن تعيقه ، ليس له حدود سوى مدة الكرة الأرضية التي وضعتنا عليها الطبيعة.»  أما علاج جان جاك روسو كان أضعف نوعا ما .